# La nena (canción)
«La nena» es una canción grabada e interpretada por la cantante estadounidense Becky G y el cantante mexicano Gabito Ballesteros. Fue lanzada por Kemosabe Records, RCA Records y Sony Music Latin el 28 de junio de 2023, como el segundo sencillo del próximo tercer álbum de estudio totalmente regional mexicano de Gómez, Esquinas.

## Composición
La canción narra las secuelas de una ruptura. En el corrido tumbado, los artistas cantan sobre una chica que quiere olvidarse de un examante que no supo valorarla y la engañó. Gómez y Ballesteros describen a «La nena» como alguien que ahora está radiante, aunque su corazón está llorando, diciendo que es "mejor sola que mal acompañada", un mensaje que también se ve en el encillo de 2016 «Sola» de Gomez, aunque no está claro si habla de sus propias experiencias.

## Video musical
El video musical fue lanzado junto con el sencillo. Fue dirigida por Santiago Lafee y creativamente dirigida por Gómez y Daniela Matos. Muestra a Gómez entrando en un club de estriptis cuando Ballesteros la saluda. Ambos toman asiento y observan a las mujeres bailar en barra. Los llevan al podio donde Ballesteros se acuesta y Gómez se sienta en una silla y ambos reciben bailes eróticos. Las escenas se dividen con los cantantes cantando por separado en una habitación rodeada de espejos, así como en un cabaret vacío mientras la cámara gira en círculos a su alrededor. Durante el video, Gómez usa una chaqueta y una gargantilla que dice "LA NENA", lo que posiblemente signifique que la canción cuenta la historia de su propia relación.

## Historial de lanzamientos
| Región | Fecha               | Formato(s)                  | Etiquetas)              | Ref.  |
| ------ | ------------------- | --------------------------- | ----------------------- | ----- |
| Varios | 28 de junio de 2023 | Descarga digital, streaming | Kemosabe RCA Sony Latin | [ 5 ] |